# Європейські спільноти
Європейські спільноти (іноді Європейські Співтовариства або ЄС) — сукупність трьох формально незалежних міжнародних організацій, які керувалися одним набором інституцій.
Цими організаціями були:
- Європейське співтовариство вугілля та сталі (ЄВС)
- Європейське співтовариство з атомної енергії (ЄАЕС або Євратом)

- Європейське економічне співтовариство (ЄЕС), яке було перейменовано в Європейське Співтовариство (ЄС) у 1993 році за Маастрихтським договором, який утворив Європейський Союз.

Коли Співтовариства були включені до Європейського Союзу в 1993 році, вони стали його першою опорою. Європейське співтовариство з вугілля та сталі припинило своє існування в 2002 році, коли закінчився термін дії його установчого договору. Європейське співтовариство було розчинено в Європейському Союзі відповідно до Лісабонської угоди 2009 року; при цьому Європейський Союз став правонаступником Європейських Співтовариств. Євратом залишився організацією, відмінною від Європейського Союзу, але він керується тими ж інститутами.

## Історія

### Три співтовариства

Європейські спільноти 1973

Першим був створений ЄСВС. Після його пропозиції в 1950 році в Декларації Шумана Бельгія, Франція, Італія, Люксембург, Нідерланди та Західна Німеччина об’єдналися, щоб підписати Паризький договір 1951 року, який заснував Європейське Співтовариство. Успіх цієї спільноти призвів до бажання створити більше, але спроби створити Європейське оборонне співтовариство та Європейське політичне співтовариство не привели до повернення до економічних питань. У 1957 р. Римськими договорами були створені ЄАЕС і ЄЕС. Вони мали спільні деякі інститути з ЄСВС, але окремі виконавчі структури.
Метою ЄСВС було об'єднати вугільну та сталеливарну промисловість її членів для створення єдиного ринку цих ресурсів. Передбачалося, що це підвищить добробут і зменшить ризик вступу цих країн у війну через процес європейської інтеграції. ЄАЕС працював над співробітництвом країн-членів у сфері ядерної енергетики. ЄЕС мав створити митний союз і загальне економічне співробітництво. Згодом це призвело до створення єдиного європейського ринку.
Європейське економічне співтовариство стало стовпом Європейського Співтовариства, причому ЄСВС і ЄАЕС продовжували займати подібне підпорядковане положення, існуючи окремо в юридичному сенсі, але керуючись інституціями ЄЕС так, ніби вони є його структурами. Договір ЄСВС мав 50-річний ліміт і закінчився в 2002 році, уся його діяльність була поглинена Європейським Співтовариством. ЄАЕС не мав такого ліміту та продовжує існувати досі. Через чутливу природу ядерної енергетики, договір залишився без змін з моменту його підписання і навіть не мав бути змінений з Європейською конституцією, яка має на меті скасувати всі інші договори (заміна Конституції, Лісабонський договір, також не робить спроб внести поправки).
Оскільки ЄАЕС має низький рівень популярности, а профіль Європейського Співтовариства є карликом порівняно з ЄС, термін «Європейські Співтовариства» мало використовується. Однак, коли був створений ЄС, інституції, які займалися виключно або переважно Європейським Співтовариством (на відміну від усіх трьох стовпів), зберегли свої оригінальні назви, наприклад, офіційна назва Європейського суду була «Суд європейських співтовариств» до 2009 року.
У 1967 році договір про злиття об'єднав цих окремих керівників. Комісія та Рада ЄЕС мали взяти на себе відповідальність своїх колег в інших організаціях. Відтоді вони стали відомі як «Європейські Співтовариства», наприклад, Комісія була відома як «Комісія Європейських Співтовариств», хоча самі спільноти залишалися окремими в юридичному плані.

### Стопви
Маастрихтський договір заснований на Єдиному європейському акті та Урочистій декларації про Європейський Союз при створенні Європейського Союзу. Договір був підписаний 7 лютого 1992 року і набув чинности 1 листопада 1993 року. Союз замінив Європейські Співтовариства і поглинув їх як одну з трьох опор. Першим головою Комісії після створення ЄС був Жак Делор, який ненадовго продовжив свою попередню каденцію в ЄЕС, перш ніж передати її Жаку Сантеру в 1994 році.
Лише перший стовп дотримувався принципів наднаціоналізму. Основна структура ЄС дозволила розширити сфери європейського співробітництва без того, щоб лідери передали велику кількість повноважень наднаціональним інституціям. Система стовпів відокремила ЄС. Те, що раніше було компетенцією ЄЕС, входило до рівня Європейського Співтовариства. Правосуддя та внутрішні справи було введено як новий рівень, а Європейське політичне співробітництво стало другим стовпом (Спільна зовнішня та безпекова політика).
Інститути Співтовариства стали інституціями ЄС, але ролі інституцій між стовпами відрізняються. Комісія, Парламент і Суд значною мірою виключені з діяльності у другому та третьому рівнях, при цьому Рада домінує. Це знайшло відображення в назвах установ, Рада формально є «Радою Європейського Союзу», тоді як Комісія формально була «Комісією Європейських Співтовариств». Це дозволило будувати нові сфери на міжурядовій основі (одноголосна угода між урядами), а не на основі голосування більшості та незалежних інституцій відповідно до наднаціональної демократії.
Однак після Маастрихтського договору Європейський парламент отримав набагато більшу роль. Маастрихтський договір запровадив процедуру спільного прийняття рішень, яка надала йому рівні законодавчі повноваження з Радою з питань Співтовариства. Отже, з більшими повноваженнями наднаціональних інституцій та функцією голосування кваліфікованою більшістю в Раді, стовп Співтовариства можна охарактеризувати як набагато більш федеральний метод прийняття рішень.
Амстердамський договір передав повноваження щодо формування норм щодо прикордонного контролю, імміграції, надання притулку та співробітництва в цивільному та комерційному праві від рівня юстиції та внутрішніх справ (JHA) до Європейського співтовариства (JHA було перейменовано в поліцію та судове співробітництво у кримінальних справах (PJCC) ). І Амстердамський, і Ніццький договір також поширили процедуру спільного прийняття рішень майже на всі сфери політики, надавши Європейському Парламенту рівні повноваження Раді в Співтоваристві.
У 2002 році закінчився термін дії Паризького договору, який заснував Європейське співтовариство вугілля та сталі (одне з трьох співтовариств, які включали Європейські Співтовариства), досягнувши свого 50-річного ліміту (як перший договір, він був з обмеженням). Жодних спроб поновити його чинність не було; натомість Ніццький договір переніс певні його елементи до Римського договору, і, отже, його робота продовжувалася як частина компетенції Співтовариства в ЄЕС.
Лісабонський договір об’єднав три стовпи та скасував Європейське співтовариство; Європейський Союз став правонаступником Європейського Співтовариства. Лише одна з трьох Європейських Співтовариств досі існує, і фраза «Європейські Співтовариства» більше не з’являється в договорах.
Скасування опорної структури вперше було запропоновано відповідно до Європейської Конституції, але цей договір не був ратифікований.

## Хронологія розвитку ЄС
| Підписаний Діє з Документ      | 1948 Брюссельський договір                                         | 1951 1952 Паризький договір                                                       | 1954 1955 Поправки до Брюссельського договору                                     | 1957 1958 Римські договори                                                        | 1965 1967 Договір злиття                        | 1975 Н/Д Висновки Європейської ради             | 1985 Шенгенська угода                         | 1986 1987 Єдиний європейський акт             | 1992 1993 Маастрихтський договір              | 1992 1993 Маастрихтський договір | 1997 1999 Амстердамський договір | 2001 2003 Ніццький договір | 2007 2009 Лісабонська угода | 2007 2009 Лісабонська угода |  |  |  |  |  |  |  |
|                                |                                                                    |                                                                                   |                                                                                   |                                                                                   |                                                 |                                                 |                                               |                                               |                                               |                                  |                                  |                            |                             |                             |  |  |  |  |  |  |  |
| Підвалини Європейського Союзу: |                                                                    |                                                                                   |                                                                                   |                                                                                   |                                                 |                                                 |                                               |                                               |                                               |                                  |                                  |                            |                             |                             |  |  |  |  |  |  |  |
| Європейські спільноти          |                                                                    |                                                                                   |                                                                                   |                                                                                   |                                                 |                                                 |                                               |                                               |                                               |                                  |                                  |                            |                             |                             |  |  |  |  |  |  |  |
|                                | Європейська спільнота з атомної енергії (Євратом)                  |                                                                                   |                                                                                   |                                                                                   |                                                 |                                                 |                                               |                                               |                                               |                                  |                                  |                            |                             |                             |  |  |  |  |  |  |  |
|                                |                                                                    |                                                                                   | Європейська спільнота з вугілля та сталі (ЄСВС)                                   | Європейська спільнота з вугілля та сталі (ЄСВС)                                   | Європейська спільнота з вугілля та сталі (ЄСВС) | Європейська спільнота з вугілля та сталі (ЄСВС) | Термін дії договору минув у 2002 р.           | Термін дії договору минув у 2002 р.           | Термін дії договору минув у 2002 р.           |                                  | Європейський Союз (ЄС)           | Європейський Союз (ЄС)     |                             |                             |  |  |  |  |  |  |  |
|                                |                                                                    |                                                                                   | Європейська економічна спільнота (ЄЕС)                                            |                                                                                   |                                                 |                                                 |                                               |                                               |                                               |                                  | Європейський Союз (ЄС)           | Європейський Союз (ЄС)     |                             |                             |  |  |  |  |  |  |  |
|                                |                                                                    |                                                                                   |                                                                                   | Шенгенська угода                                                                  |                                                 |                                                 | Європейська спільнота (ЄС)                    | Європейська спільнота (ЄС)                    |                                               |                                  | Європейський Союз (ЄС)           | Європейський Союз (ЄС)     |                             |                             |  |  |  |  |  |  |  |
|                                |                                                                    | Співробітництво TREVI (тероризм, радикалізм, екстремізм та міжнародне насильство) | Співробітництво TREVI (тероризм, радикалізм, екстремізм та міжнародне насильство) | Співробітництво TREVI (тероризм, радикалізм, екстремізм та міжнародне насильство) | Правосуддя та внутрішні справи                  |                                                 | Європейська спільнота (ЄС)                    | Європейська спільнота (ЄС)                    |                                               |                                  | Європейський Союз (ЄС)           | Європейський Союз (ЄС)     |                             |                             |  |  |  |  |  |  |  |
|                                | Співробітництво між поліцією та правосуддям у кримінальних справах | Співробітництво TREVI (тероризм, радикалізм, екстремізм та міжнародне насильство) | Співробітництво TREVI (тероризм, радикалізм, екстремізм та міжнародне насильство) | Співробітництво TREVI (тероризм, радикалізм, екстремізм та міжнародне насильство) | Правосуддя та внутрішні справи                  |                                                 |                                               |                                               |                                               |                                  | Європейський Союз (ЄС)           | Європейський Союз (ЄС)     |                             |                             |  |  |  |  |  |  |  |
|                                |                                                                    |                                                                                   |                                                                                   |                                                                                   | Європейська політична співпраця                 | Спільна зовнішня та безпекова політика (СЗБП)   | Спільна зовнішня та безпекова політика (СЗБП) | Спільна зовнішня та безпекова політика (СЗБП) | Спільна зовнішня та безпекова політика (СЗБП) |                                  | Європейський Союз (ЄС)           | Європейський Союз (ЄС)     |                             |                             |  |  |  |  |  |  |  |
| Неконсолідовані органи         | Неконсолідовані органи                                             | Західноєвропейський союз (ЗЄС)                                                    | Західноєвропейський союз (ЗЄС)                                                    | Західноєвропейський союз (ЗЄС)                                                    | Західноєвропейський союз (ЗЄС)                  | Західноєвропейський союз (ЗЄС)                  | Західноєвропейський союз (ЗЄС)                |                                               |                                               |                                  |                                  | Європейський Союз (ЄС)     |                             |                             |  |  |  |  |  |  |  |
| Неконсолідовані органи         | Неконсолідовані органи                                             | Західноєвропейський союз (ЗЄС)                                                    | Західноєвропейський союз (ЗЄС)                                                    | Західноєвропейський союз (ЗЄС)                                                    | Західноєвропейський союз (ЗЄС)                  | Західноєвропейський союз (ЗЄС)                  | Західноєвропейський союз (ЗЄС)                | Припинив існування у 2011 р.                  |                                               |                                  |                                  |                            |                             |                             |  |  |  |  |  |  |  |
|                                |                                                                    |                                                                                   |                                                                                   |                                                                                   |                                                 |                                                 |                                               |                                               |                                               |                                  |                                  |                            |                             |                             |  |  |  |  |  |  |  |

## Інституції
Відповідно до Договору про злиття всі три Співтовариства керувалися однаковими інституційними структурами. До 1967 року Загальна асамблея/Європейська парламентська асамблея та Суд ЄС, створені ЄВС, уже були спільно з ЄЕС та ЄАЕС, але вони мали різні виконавчі органи. Договір 1967 р. надав Раді та Комісії ЄЕС відповідальності за справи ЄСВС і ЄАВС, скасувавши Ради ЄОВС і ЄАВС, Комісію ЄАВС і Вищий орган ЄСВС. Вони керували трьома Співтовариствами до створення Європейського Союзу в 1993 році.

## Члени
Три Співтовариства мали однакове членство, шість держав, які підписали Паризький договір та наступні договори, були відомі як «внутрішня шість» («зовнішні сім» були тими країнами, які утворили Європейську асоціацію вільної торгівлі). Шістьма країнами-засновниками були Франція, Західна Німеччина, Італія та три країни Бенілюксу: Бельгія, Нідерланди та Люксембург. Перше розширення відбулося в 1973 році з приєднанням Данії, Ірландії та Сполученого Королівства. У 1980-х роках приєдналися Греція, Іспанія та Португалія. Після створення ЄС у листопаді 1993 року до липня 2013 року він розширився, включивши ще шістнадцять країн.
| Держави                       | Вступ           |
| ----------------------------- | --------------- |
| Бельгія                       | 25 березня 1957 |
| Італія                        | 25 березня 1957 |
| Люксембург                    | 25 березня 1957 |
| Франція                       | 25 березня 1957 |
| Нідерланди                    | 25 березня 1957 |
| Західна Німеччина / Німеччина | 25 березня 1957 |
| Данія                         | 1 січня 1973    |
| Ірландія                      | 1 січня 1973    |
| Об'єднане Королівство         | 1 січня 1973    |
| Греція                        | 1 січня 1981    |
| Португалія                    | 1 січня 1986    |
| Іспанія                       | 1 січня 1986    |

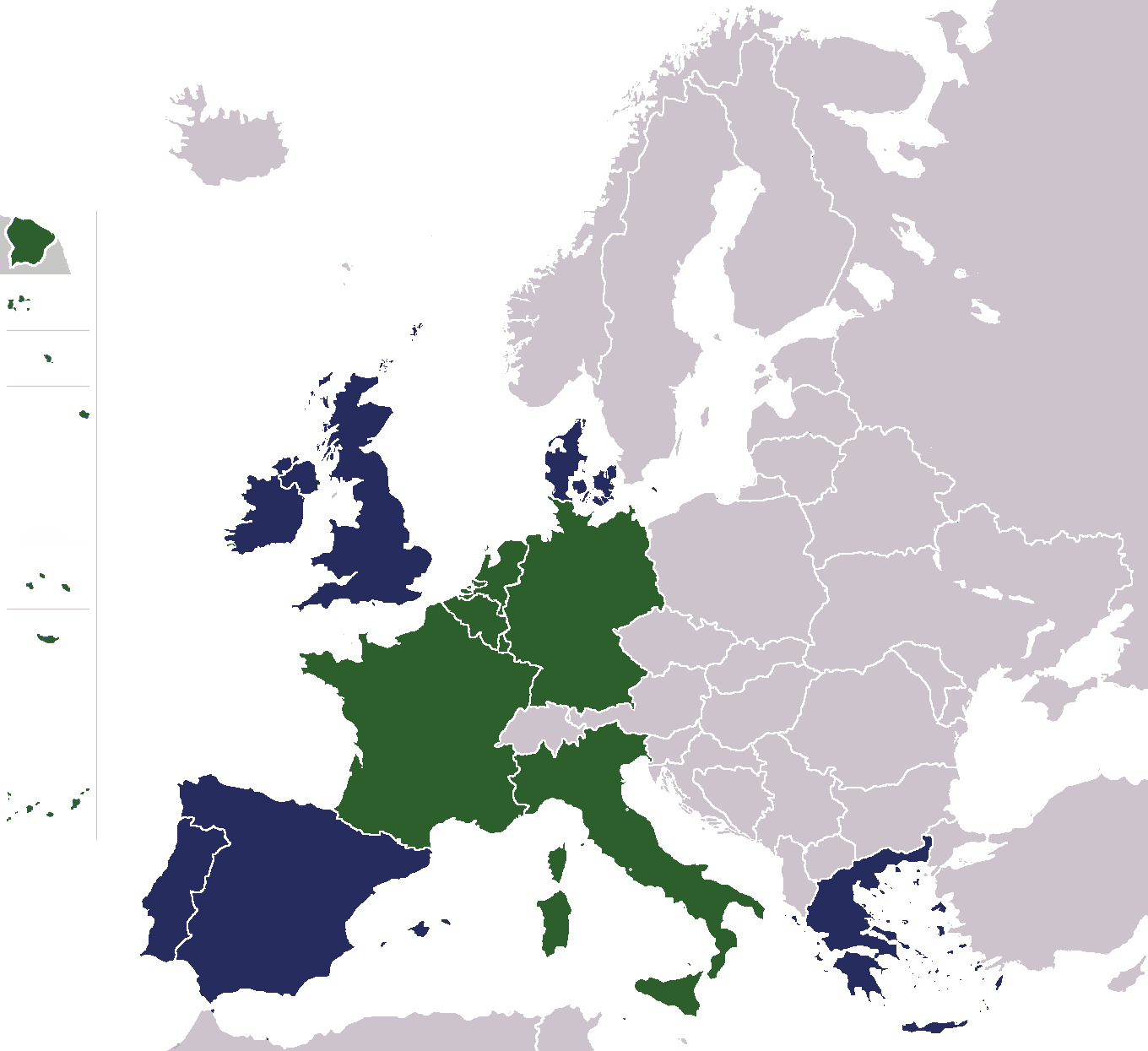
Члени-засновники показані зеленим, наступні члени – синім. У 1957 році Східна Німеччина, не входила до Співтовариств, але після возз'єднання Німеччини в 1990 році увійшла.

Держави-члени в тій чи іншій формі були представлені в кожній установі. Рада також складається з одного національного міністра, який представляє національний уряд. Кожна держава також має право на одного єврокомісара, хоча в Європейській комісії вони повинні представляти не свої національні інтереси, а інтереси Співтовариства. До 2004 року найбільші члени (Франція, Німеччина, Італія та Сполучене Королівство) мали двох комісарів. У Європейському парламенті членам виділяється певна кількість місць, пов’язана з їх населенням, однак вони (з 1979 року) обираються прямим шляхом, і вони обираються відповідно до політичної приналежности, а не національного походження. Більшість інших інституцій, у тому числі Європейський суд, мають певну форму національного підрозділу.

## Сфери політики
На момент його скасування стовп Співтовариства охоплював такі сфери;
| - Контроль на кордоні - Громадянство - Спільна сільськогосподарська політика - Спільна рибна політика - Конкуренція - Захист прав споживачів - Митний союз і спільний ринок | - Економічний та монетарний союз - Освіта та культура - Екологічне право - Працевлаштування - Охорона здоров'я - Транс'європейські мережі | - Політика торгівлі - Дослідження - Соціальна політика - Політика надання притулку - Шенгенська угода - Імміграційна політика |

## Привілеї та імунітети
Протокол про привілеї та імунітети Європейських Співтовариств надавало Європейським Співтовариствам та їх установам певні привілеї та імунітети, які дозволяють їм виконувати свої завдання. Закон про імунітет міжнародних організацій (22 USC § 288h) Сполучених Штатів Америки також був поширений на Європейські Співтовариства.
Умови праці персоналу регулювалися положеннями про персонал Співтовариств, а не безпосередньо трудовим законодавством країн працевлаштування. Їхні зарплати, заробітна плата та винагороди обкладаються податком на користь Європейських Співтовариств і, у свою чергу, звільняються від національних податків.